# Olivbrun honungsfågel
Olivbrun honungsfågel (Ptilotula fusca) är en fågel i familjen honungsfåglar inom ordningen tättingar.

## Utseende och läte
Olivbrun solfågel är en liten enfärgad solfågel, i fjäderdräkten just olivbrun med en svag gulfärgad fläck i nacken. Hanens näbb är helsvart, medan ungfågeln har gult i näbbroten samt en gul ögonring.

## Utbredning och systematik
Olivbrun honungsfågel delas in i två underarter med följande utbredning:
- Ptilotula fusca subgermana – östra och centrala Queensland, från Atherton Tablelands till området runt Sarina
- Ptilotula fusca fuscus – östra Australien, från Rockhampton i Queensland till sydvästra Victoria

## Levnadssätt
Olivbrun honungsfågel hittas i torra eukalyptusskogar. Vintertid tenderar den att röra sig nedåt från högre höjder till lägre liggande områden.

## Status och hot
Arten har ett stort utbredningsområde, men tros minska i antal, dock inte tillräckligt kraftigt för att den ska betraktas som hotad. Internationella naturvårdsunionen IUCN listar arten som livskraftig (LC).

## Bilder

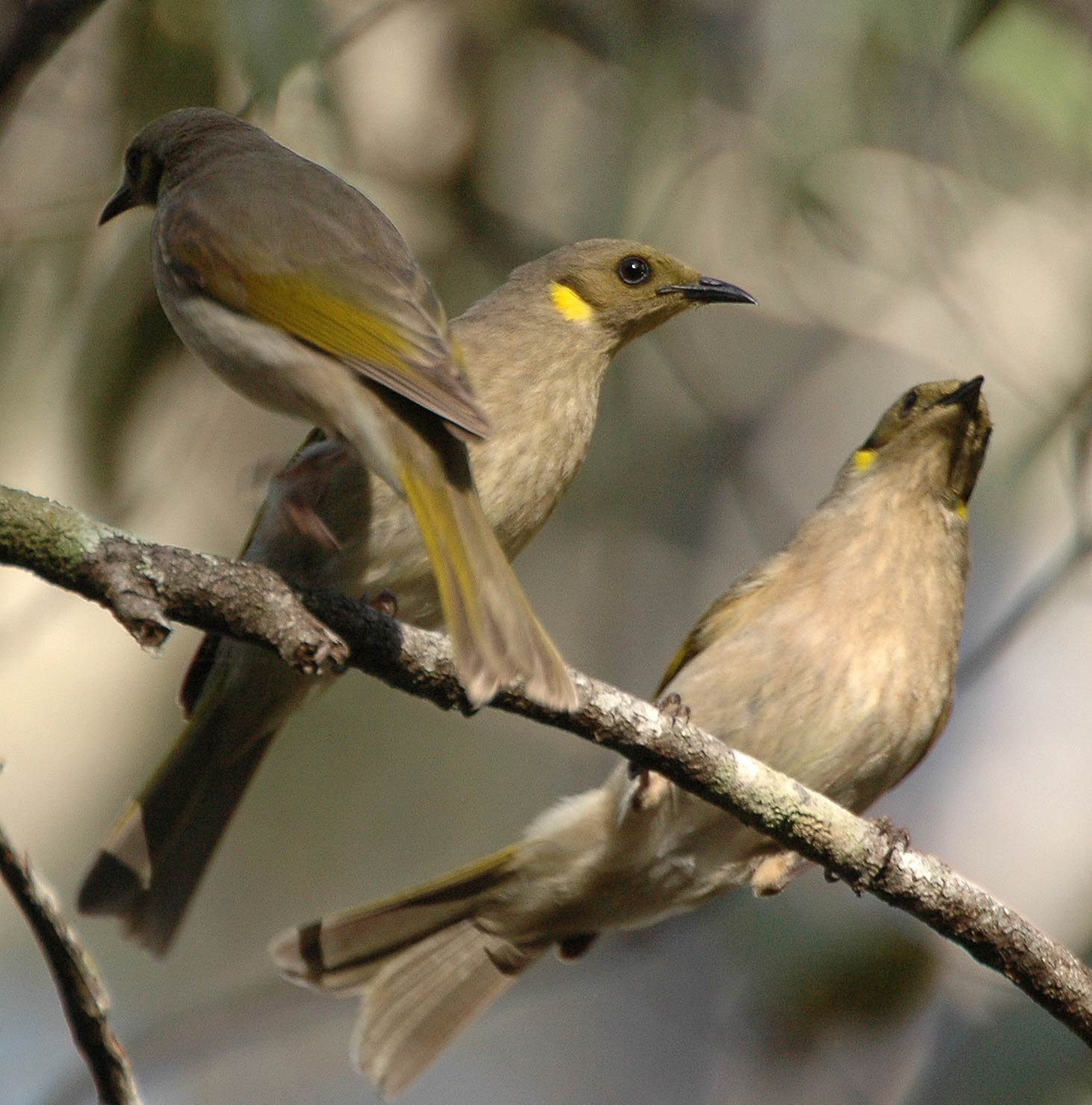
Tre individer i Queensland, Australien
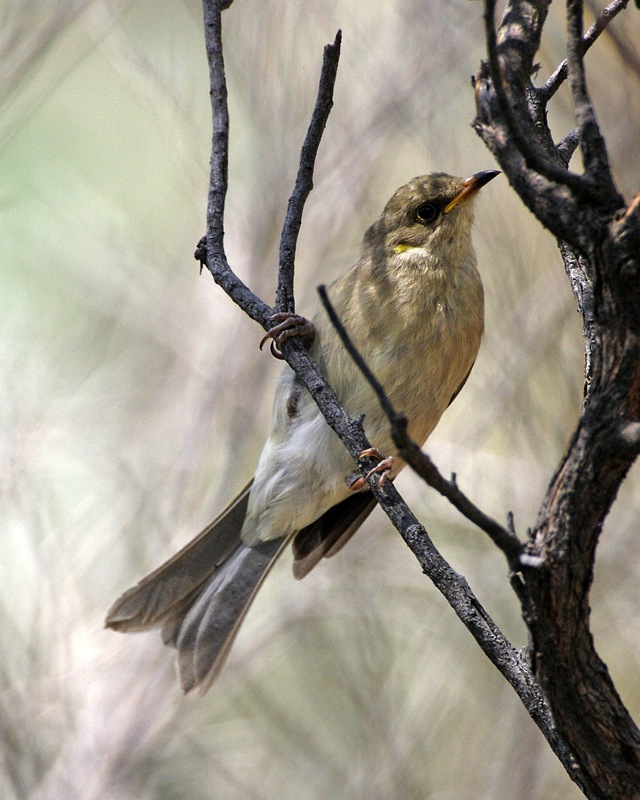
Juvenil individ